# دنيس باركر
دنيس باركر (بالإنجليزية: Dennis Parker)‏ هو مدير فني أمريكي، ولد في 23 مارس 1950 في إيدابيل في الولايات المتحدة.